# CAPRI

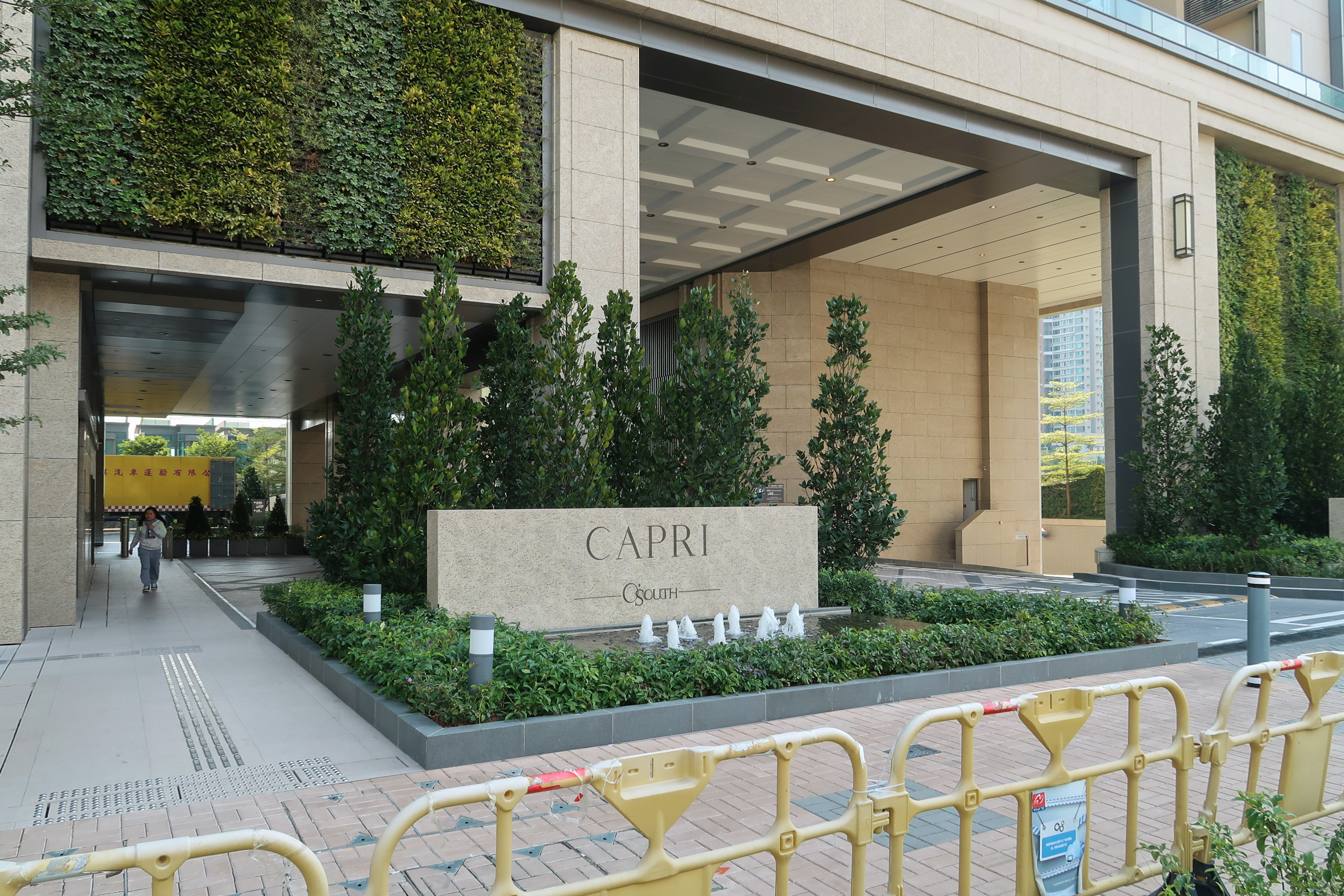
CAPRI車道入口

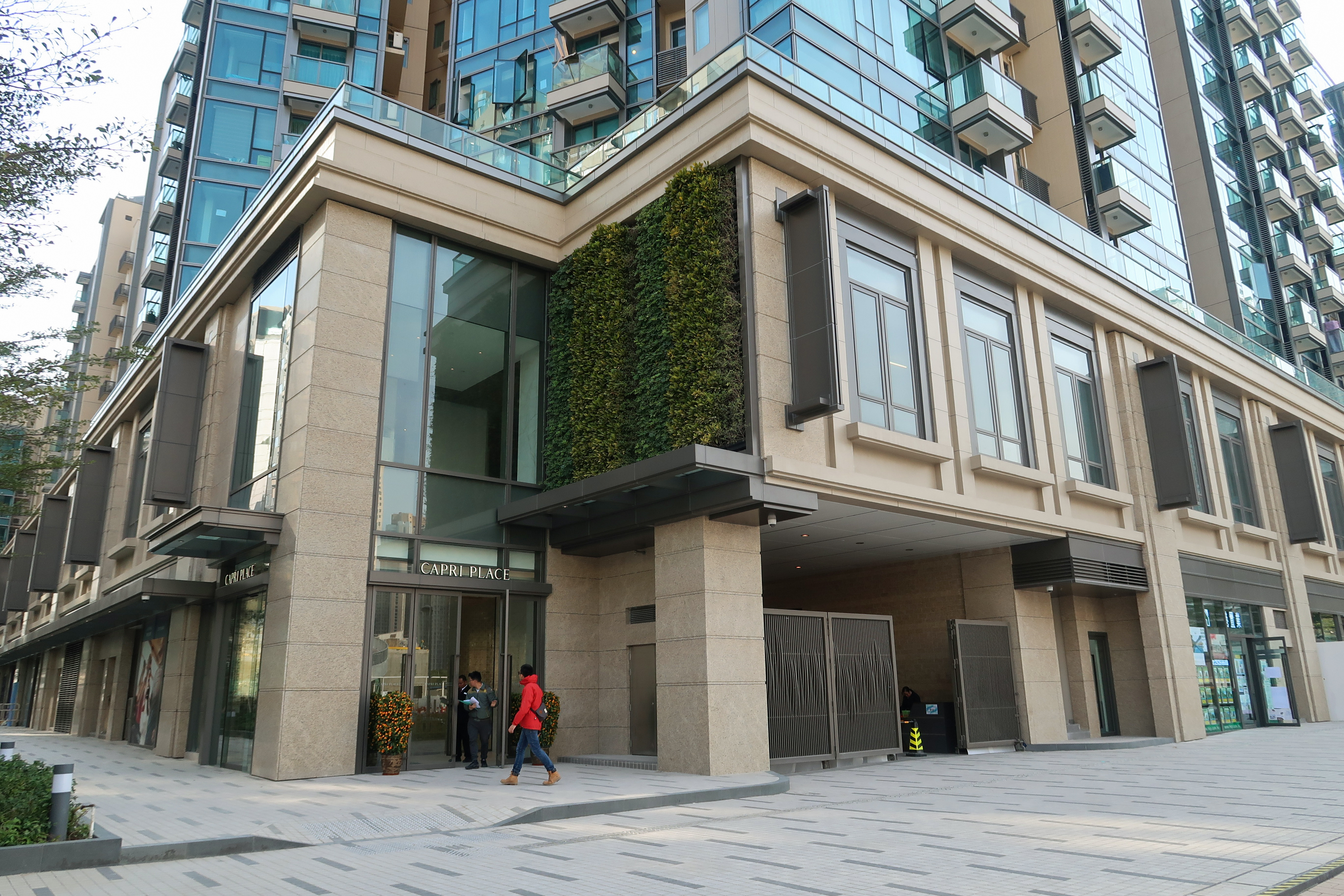
CAPRI Place（2018年2月）

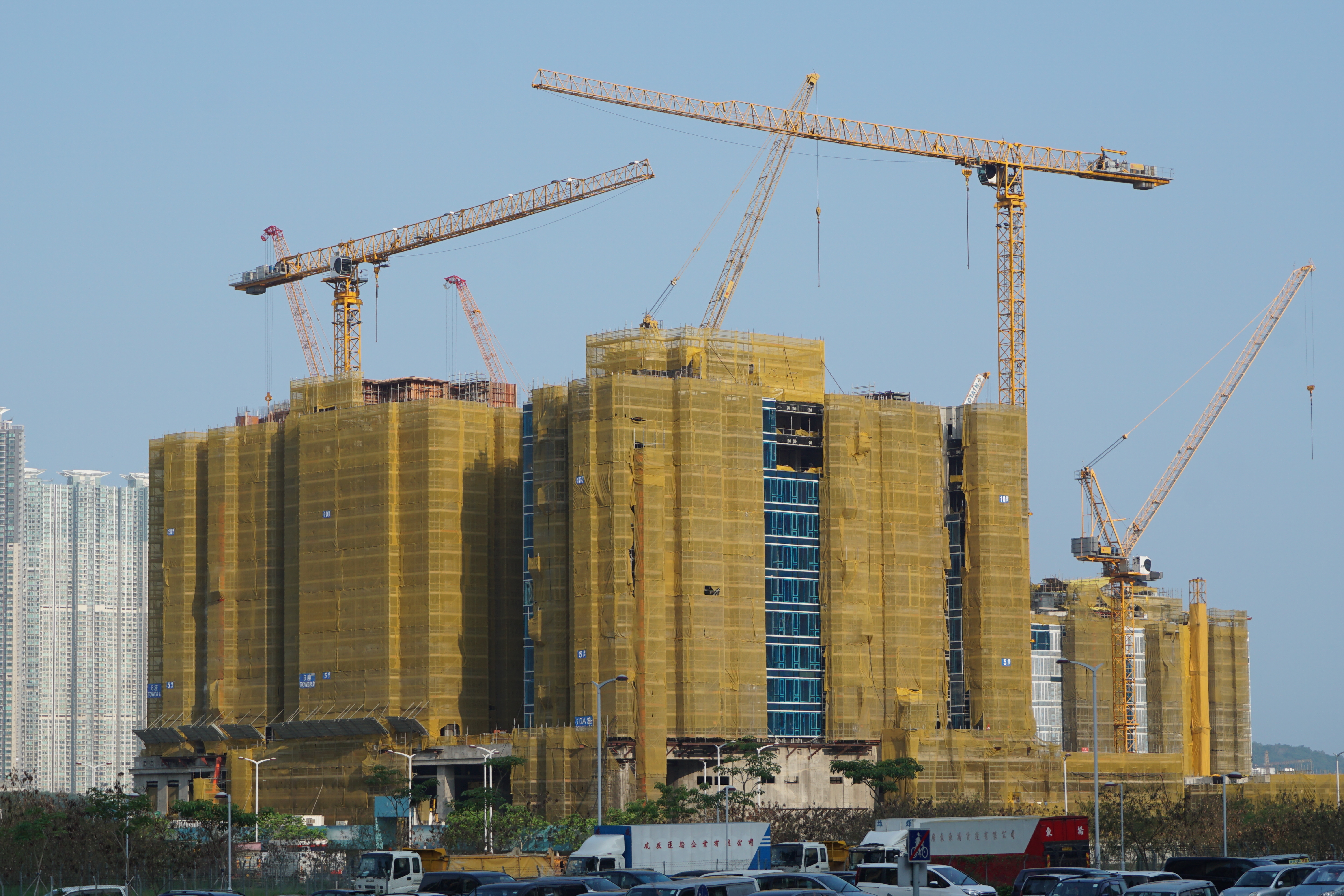
興建中的CAPRI（2016年5月）

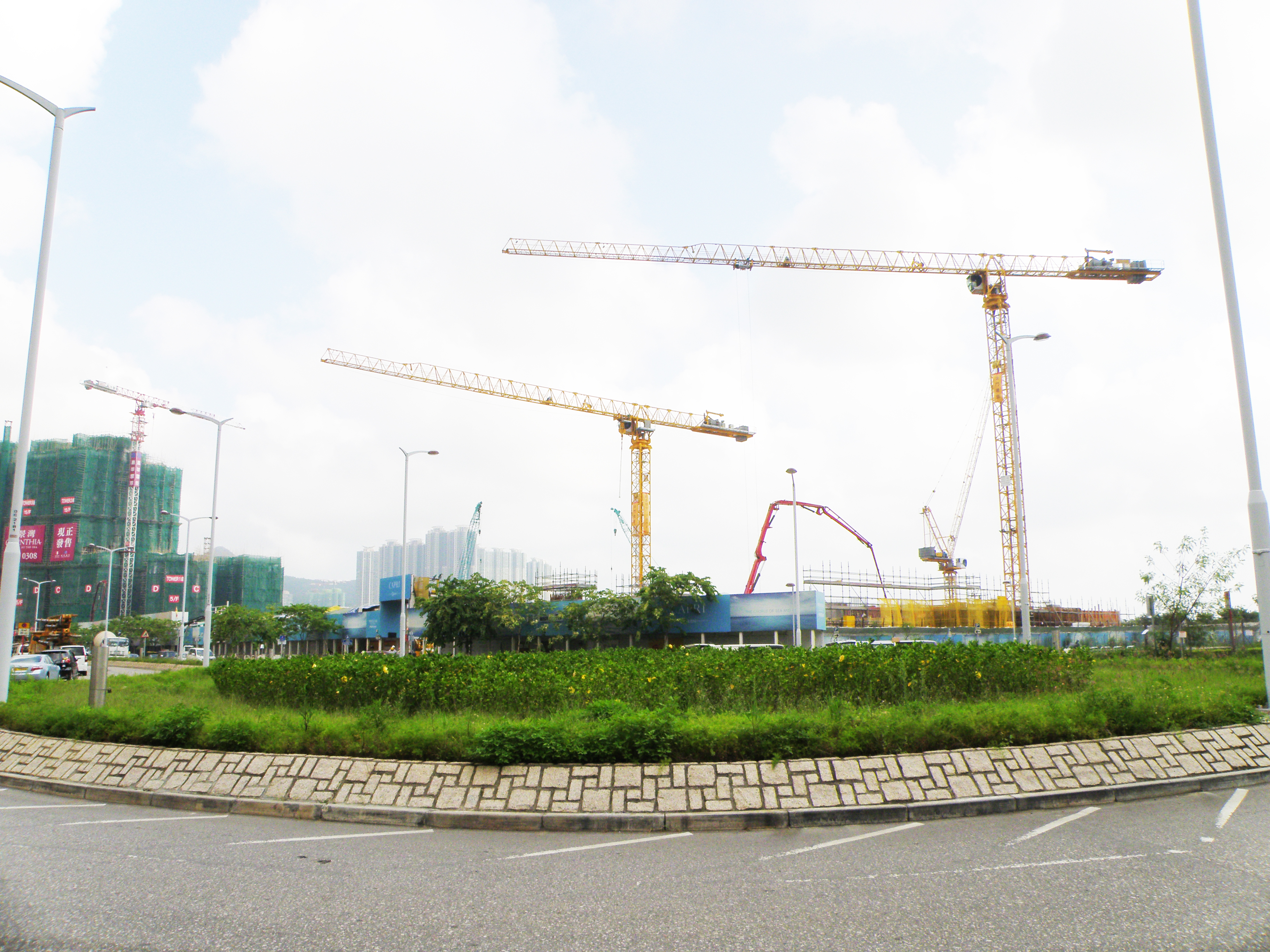
興建中的CAPRI（2015年10月）

CAPRI，位於香港新界將軍澳唐賢街33號，是會德豐集團旗下的私人住宅屋苑。由呂元祥建築師事務所設計，金門建築承建。物業分為9座樓高8至12層的大廈，共提供415伙單位，另設13幢洋房。屋苑於2015年11月開售，在2017年10月落成。管理公司為夏利文物業管理有限公司。展覽廳及示範單位設於尖沙咀港威大廈，首批單位的價單，定價由497萬元至1,196.6萬元。管理費每方呎約4.5元。

## 單位
物業合共提供428伙，分為9座發展，排列如同一個倒「L」字，近海的4座樓高8層，餘下5座則樓高12層。各類戶型涵蓋1房至4房，2、3房佔單位總數近八成。其中3房戶為最多，佔逾四成，共有187伙，實用面積介乎622方呎至851方呎。2房單位設有144伙，實用面積466方呎至554方呎。不過2房單位的大廳，多設玄關位置。
物業另設13幢洋房，實用面積由1,934至2,445平方呎(連花園及天台等)。但與行人路只有一牆之隔。
所有樓宇均採用奧的斯提供的升降機。

## 設施
項目住客會所CLUB CAPRI樓高兩層，由國際著名室內設計師Rottet Studio設計。設施包括室內及室外游泳池、健身室、按摩池、桑拿室、休閒雅座、多用途宴會廳、多媒體娛樂室、音樂室、兒童遊戲區、園藝花園等。
地庫設住客停車場，提供89個住客車位、12個訪客車位及16個住客電單車車位。

## 商場
商場名為CAPRI Place，屬「O'South Coast 澳南海岸」系列其中一個商場，樓高3層，樓層為地庫、地面和1樓。商場初期只有地面層有數間租戶開業，包括2間地產代理和教會，到2021年陸續開設食材店和數間高級餐廳，包括Pastaholic，Oolaa TKO和Pici。1樓全層為聯合基督教音樂幼稚園，佔地35,000平方呎，內設音樂禮堂、13間音樂室及琴室、全港首間STEAM實驗室及兒童圖書館等，惟已因財困於2021年結業。
2018年10月，豐泰地產向會德豐購入CAPRI Place。
2024年，商場業主將一樓分間為多間店舖出租，其中包括從藍塘傲搬遷的健身店。

## 宣傳
廣告宣傳以「The Chorus of Sea and City」為主題。

## 著名住客
- 田北辰

## 批評

### 被揭現有管理費不包括座頭保安服務
2017年11月，有業主收樓後發現大堂通告指座頭沒有保安員，要管理費加20%(由目前4.4元至4.9元，增加至5.3元至5.9元)才可以有。不少業主感覺被騙，批評開支欠透明度，認為管理費已經包括有座頭保安。會德豐發言人回應指屋苑採取智能中央保安管控系統，並設三重保安裝置，包括屋苑出入口拍卡閘機、外圍閉路電視；地下大堂入口拍卡系統；升降機內設專屬樓層拍卡系統，與同區低密度屋苑保安系統類同。所有訪客須於屋苑出入口登記，經保安確認後會發一張訪客證到專屬樓層。

## 會德豐「O'South」項目
1. The Parkside
2. CAPRI
3. SAVANNAH
4. MONTEREY

## 交通
由屋苑步行至將軍澳站，需時約8分鐘。

## 毗鄰
- 藍塘傲
- 將軍澳海濱公園
- 法國國際學校Victor Segalen Association Limited

## 外部連結
- 官方网站